# Jaliba Kuyateh
Jaliba Kuyateh   (Niamina Dankunku, 13 d'abril de 1957) és un músic gambià. La seva música barreja ritmes de kora tradicionals amb música pop i sovint s'anomena «kora pop».

## Trajectòria
El nom de «Jaliba» significa griot en mandinkà. El seu pare, Kebba Sankung Kuyateh, un reconegut músic de kora, li va donar el nom en previsió del seu èxit futur. El seu avi, Wandifeng Jali, també era un famós músic de kora. Jaliba Kuyateh va finalitzar els seus estudis secundaris a la Crab Island Secondary School i després va assistir a The Gambia College des del 1977 al 1980.
Tot i que va destacar tocant la kora de ben jove, Jaliba Kuyateh va començar la seva carrera laboral fent de mestre en escoles primàries de Bakau i Brikama mentre es dedicava a la música a temps parcial. Després de graduar-se en magisteri l'any 1991, va ocupar un càrrec al Ministeri d'Educació, Joventut, Esports i Cultura mentre continuava tocant amb el seu grup universitari. Més endavant, va formar la Kumareh Band amb qui va rebre el Premi del Festival Panafrican el desembre de 1992 a Cape Coast (Ghana) que li va permetre fer una gira per Europa i va publicar el seu àlbum de debut Radio Kantang el 1993.
Jaliba Kuyateh ha rebut nombrosos premis i reconeixements per la seva música i treball filantròpic. Continua essent l'únic gambià nomenat Ambaixador de Bona Voluntat d'UNICEF per la seva tasca benèfica amb els infants a Gàmbia. La seva influència musical és reconeguda a tot Àfrica, especialment als països on s'entén bé la llengua mandinkà amb què canta. L'any 1995, Guinea Bissau li va concedir la ciutadania honorífica mentre que Senegal el va honrar com a ambaixador de bona voluntat d'Assacase, una associació creada per a les víctimes de la guerra de Casamance. És un defensor incansable de l'assistència sanitària accessible per a tots els gambians i, en reconeixement del seu valuós suport, la sala de maternitat de l'hospital de Bansang i l'Hospital General APRC duen el seu nom.

## Discografia
- Radio Kankang (1993)
- Dajikah (1994)
- Tissoli (1994)
- Hera Banku (1995)
- Live in America (1995)
- Gambia Third Day (1996)
- Njai Kunda (1998)
- Fan Kanta (1999)
- Best of Jaliba Kuyateh (2000)
- Sosolaso (2009)
- Sabarla (2009)
- Kora Dance (2010)
- Youki (2011)
- Hakatu Mas (2011)
- Tupi Kejang (2012)
- Woli Sabo (2014)
- Ali Ntujeh (2014)
- Koliliko (2018)
- Gambia Sii Kiling (2018)
- Popular Songs Vol 1 (2023)[8]